# 페리 비행

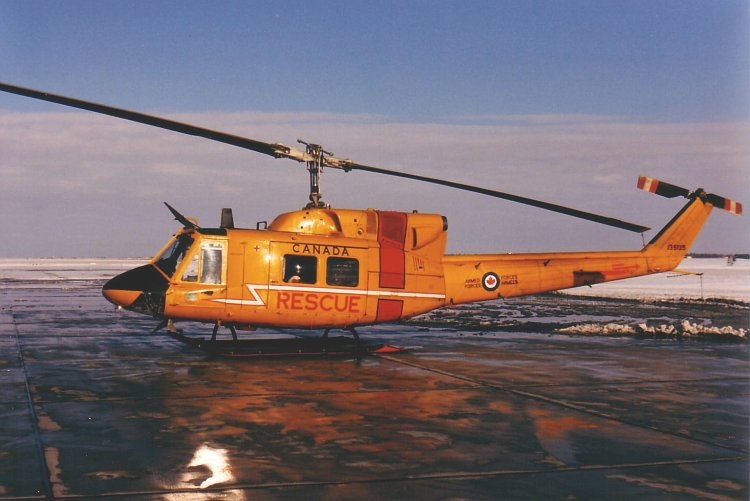

페리 비행(Ferry Flight)은 주로 전세기를 운항했을 경우 목적지까지 도착한 후 승객이나 화물을 싣지 않고 빈 비행기로 출발지 혹은 기지로 되돌아오는 것을 말한다. 페리 비행은 기지로 돌아가거나, 고객에게 인도하거나, 한 작업 기지에서 다른 작업 기지로 이동하거나, 유지 보수, 수리 및 작업을 위해 유지 보수 시설로 이동하거나 그로부터 이동할 목적으로 항공기를 비행하는 것이다.
상업용 여객기는 다음날 일정을 맞추거나 일상적인 유지 보수를 용이하게 하기 위해 한 공항에서 다른 공항으로 이동해야 할 수 있다. 이것은 일반적으로 포지셔닝 비행 또는 재배치 비행으로 알려져 있으며 지역 항공 규정 및 항공사 정책이 허용하는 한 수익화물 또는 승객을 운송할 수 있다. 또한 주요 기상 현상이나 기타 유사한 중단으로 인해 항공사 네트워크 전반에 걸쳐 여러 번의 취소가 발생하여 많은 항공기와 승무원이 정상적인 운영을 위해 '위치를 벗어남'에 따라 필요할 수 있다. 2010년 에이야퍄들라이외퀴들의 폭발이나 9/11 공격에 따른 미국 영공의 대규모 철수가 이에 대한 중요한 예이다.

## 같이 보기
- 회송